# Brama Garncarska w Malborku
Brama Garncarska (niem. Töpfertor) (Elbląska, Św. Ducha) – zabytkowa brama miejska w Malborku, zbudowana w XIV wieku. Od 1962 widnieje w rejestrze zabytków.
Do XIX wieku w pobliżu znajdował się szpital św. Ducha, rozebrany przez wojska francuskie w 1807.

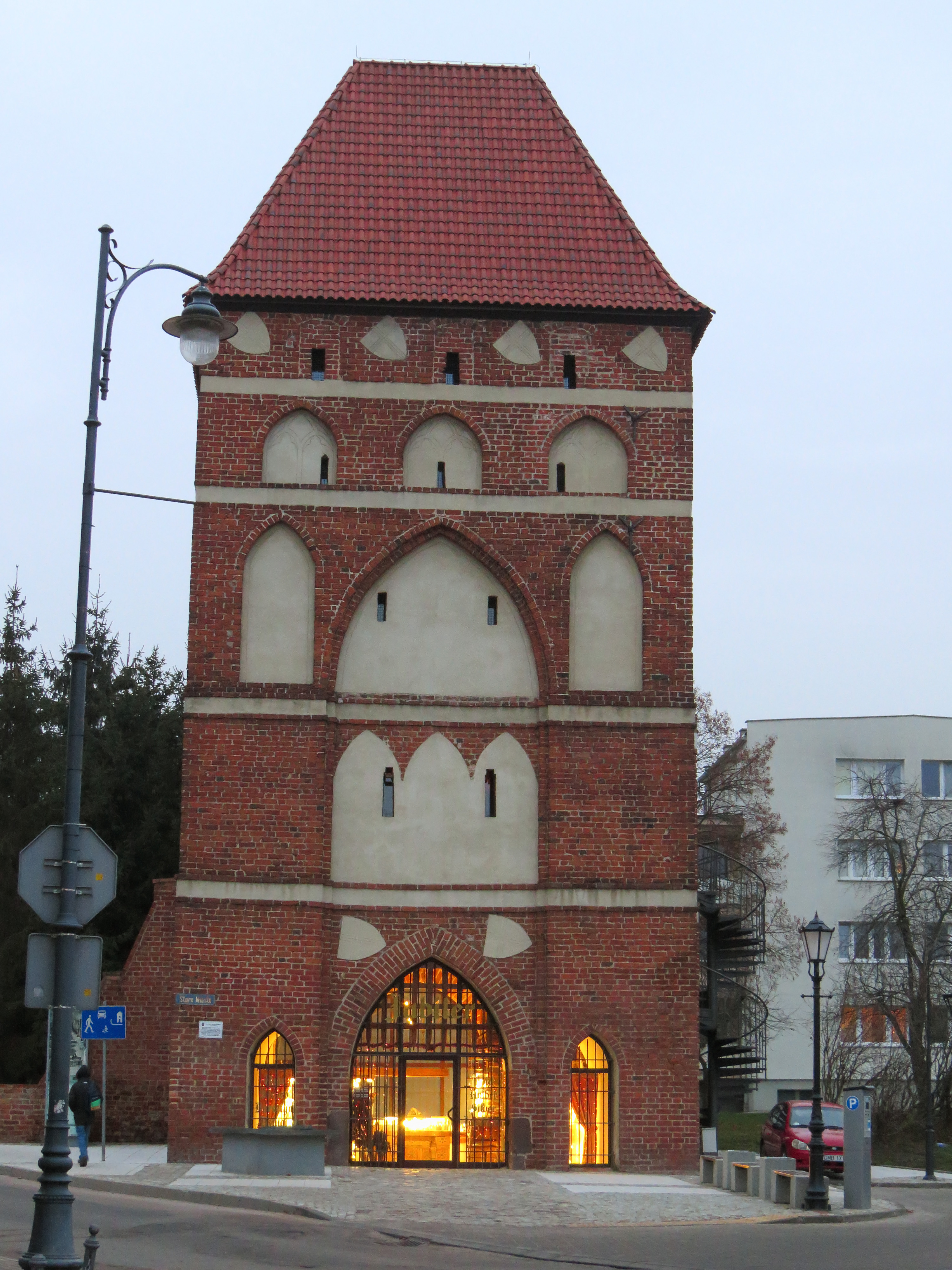
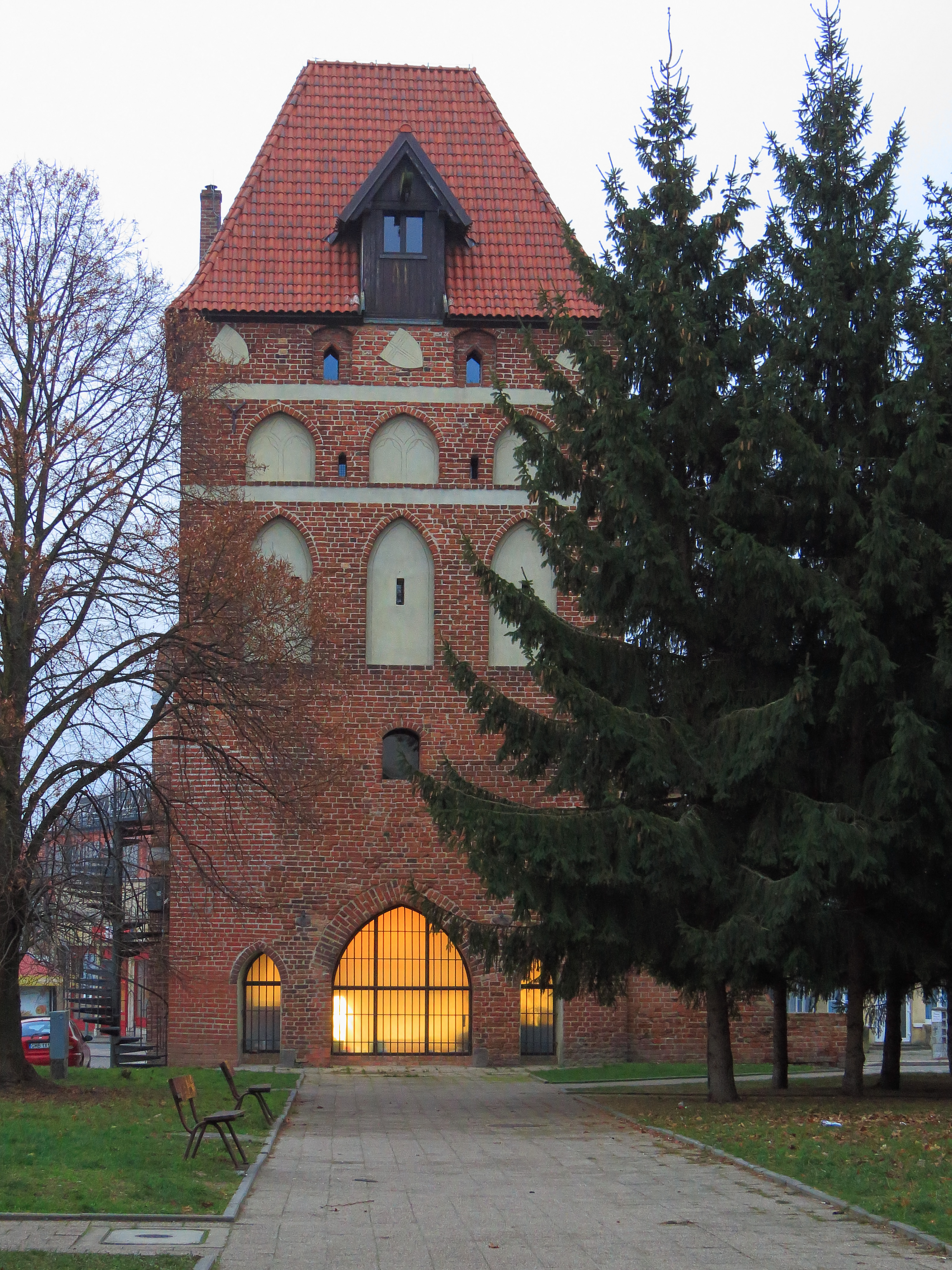